# Riding with the King
| 전문가 평가          | 전문가 평가 |
| 평가 점수            | 평가 점수   |
| 출처                 | 점수        |
| -------------------- | ----------- |
| AllMusic             | [ 1 ]       |
| Entertainment Weekly | A           |
| The Spokesman-Review | Mixed       |

《Riding with the King》은 2000년 6월 13일에 발매된 에릭 클랩튼과 B.B. 킹의 블루스 음반이다. 이 음반은 그들의 첫 번째 공동 음반이었고 2000년 그래미 어워드 최우수 전통 블루스 앨범상을 받았다. 이 음반은 《빌보드》 톱 블루스 음반에서 1위에 올랐고 미국에서 2배 멀티 플래티넘 인증을 받았다. 《Riding with the King》은 2000년에 5.1의 서라운드 사운드 믹스와 고해상도 DVD 오디오로도 출시되었다.
음반이 더 좋을 수도 있었고, CD의 사운드가 블루스 음반에 비해 너무 세련됐다는 느낌도 있었지만, 평론가들은 대체로 좋은 반응을 보였다.

## 배경
《Riding with the King》은 에릭 클랩튼과 B.B. 킹의 첫 번째 협업 음반이다. 이들은 클랩튼이 22세, 크림의 멤버였던 1967년 뉴욕의 카페 아우 고 고에서 처음으로 함께 공연을 했지만 킹이 듀엣 음반 《Deuces Wild》를 위해 클랩튼과 곡 〈Rock Me Baby〉를 공동 작업한 1997년까지 함께 녹음하지 않았다. 클랩튼은 킹을 존경했고 항상 그와 함께 음반을 만들고 싶어했다. 킹은 그들이 이 프로젝트에 대해 자주 논의했다고 말하고 덧붙였다. "나는 그 남자를 존경합니다. 기타리스트로는 로큰롤 1위, 훌륭한 사람으로는 1위라고 생각합니다." 《Riding with the King》을 녹음할 당시 클랩튼은 55세, 킹은 74세였다.
클랩튼은 《Riding with the King》 녹음 세션을 시작했으며 세션 음악가 몇 명을 음반에 포함시켰다. 그는 또한 이 곡들을 골랐고 이전에 클랩튼의 여러 음반을 작업했던 사이먼 클리미와 함께 이 음반을 공동 프로듀싱을 했다. 이것이 킹과 함께 녹음된 클랩튼 음반으로 보이는 반면, 클랩튼은 킹에게 중심 무대를 주었고, 킹은 그의 노래와 솔로 곡을 주도했다.

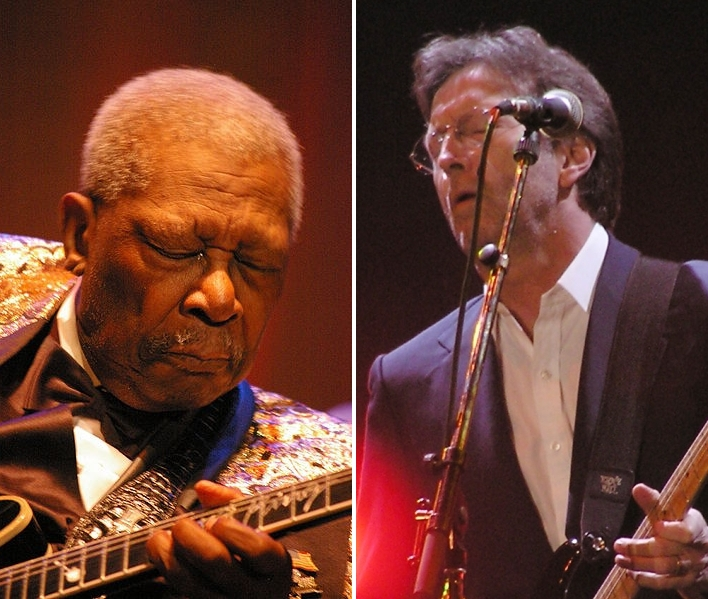
B.B. 킹과 에릭 클랩튼

## 곡 목록
| #   | 제목                                  | 작사·작곡                                     | 재생 시간 |
| --- | ------------------------------------- | --------------------------------------------- | --------- |
| 1.  | 〈Riding with the King〉              | 존 히아트                                     | 4:23      |
| 2.  | 〈Ten Long Years〉                    | 줄스 타우브, B.B. 킹                          | 4:40      |
| 3.  | 〈Key to the Highway〉                | 빅 빌 브룬지, 찰리 시거                       | 3:39      |
| 4.  | 〈Marry You〉                         | 도일 브램홀 2세, 수잔나 멜보인, 크레이그 로스 | 4:59      |
| 5.  | 〈Three O'Clock Blues〉               | 로웰 펄슨                                     | 8:36      |
| 6.  | 〈Help the Poor〉                     | 찰리 싱글턴                                   | 5:06      |
| 7.  | 〈I Wanna Be〉                        | 브램홀 2세, 찰리 섹스톤                       | 4:45      |
| 8.  | 〈Worried Life Blues〉                | 라이트닝 홉킨스, 빅 마세오 메리웨더           | 4:25      |
| 9.  | 〈Days of Old〉                       | 타우브, 킹                                    | 3:00      |
| 10. | 〈When My Heart Beats Like a Hammer〉 | 킹, 타우브                                    | 7:09      |
| 11. | 〈Hold On, I'm Comin'〉               | 아이작 헤이스, 데이비드 포터                  | 6:20      |
| 12. | 〈Come Rain or Come Shine〉           | 해럴드 알렌, 조니 머서                        | 4:11      |

## 인증
}}
| 국가                                                  | 인증        | 판매량/출하량 |
| ----------------------------------------------------- | ----------- | ------------- |
| 아르헨티나 (CAPIF)                                    | 골드        | 30,000^       |
| 오스트레일리아 (ARIA)                                 | 플래티넘    | 70,000^       |
| 오스트리아 (IFPI 오스트리아)                          | 골드        | 25,000*       |
| 브라질 (Pro-Música Brasil)                            | 골드        | 100,000*      |
| 캐나다 (뮤직 캐나다)                                  | 플래티넘    | 100,000^      |
| 덴마크 (IFPI Danmark)                                 | 플래티넘    | 50,000^       |
| 프랑스 (SNEP)                                         | 골드        | 167,800       |
| 독일 (BVMI)                                           | 골드        | 150,000^      |
| 그리스 (IFPI 그리스)                                  | 플래티넘    | 30,000^       |
| 홍콩 (IFPI 홍콩)                                      | 골드        | 10,000*       |
| 이탈리아 (FIMI)                                       | 플래티넘    | 100,000*      |
| 일본 (RIAJ)                                           | 플래티넘    | 300,000       |
| 네덜란드 (NVPI)                                       | 골드        | 40,000^       |
| 뉴질랜드 (RMNZ)                                       | 플래티넘    | 15,000^       |
| 스페인 (PROMUSICAE)                                   | 골드        | 50,000^       |
| 스위스 (IFPI 스위스)                                  | 골드        | 25,000^       |
| 영국 (BPI)                                            | 골드        | 100,000^      |
| 미국 (RIAA)                                           | 2× 플래티넘 | 2,000,000^    |
| 요약                                                  |             |               |
| 유럽 (IFPI)                                           | 2× 플래티넘 | 2,000,000*    |
| *판매량을 기반으로 한 인증 ^출하량을 기반으로 한 인증 |             |               |